# The Freedom Tour
A The Freedom Tour foi a quarta turnê da cantora e compositora estadunidense Alicia Keys, com o objetivo de divulgar seu quarto álbum, The Element of Freedom. A maratona de concertos começou com  uma apresentação no Scotiabank Place, importante casa de espetáculos localizada na cidade de Ottawa, capital do Canadá, no dia 26 de Fevereiro de 2010, e encerrou-se em Nova Orleans, no estado americano da Louisiana, no dia 3 de Julho do mesmo ano. Ao todo, com 50 concertos, a The Freedom Tour visitou a América do Norte, a Europa e a África.

## Atos de Abertura
- Robin Thicke (Datas Selecionadas)
- Melanie Fiona (Datas Selecionadas)

## Datas
| América do Norte         |                                  |                |                                                    |                                                       |
| 26 de Fevereiro de 2010  | Ottawa                           | Canadá         | Scotiabank Place                                   | -                                                     |
| 28 de Fevereiro de 2010  | Montreal                         | Canadá         | Bell Centre                                        | -                                                     |
| 3 de Março de 2010       | Rosemont, Illinois               | Estados Unidos | Allstate Arena                                     | -                                                     |
| 5 e 6 de Março de 2010   | Detroit, Michigan                | Estados Unidos | Fox Theatre                                        | -                                                     |
| 8 de Março de 2010       | London                           | Canadá         | John Labatt Centre                                 | -                                                     |
| 10 de Março de 2010      | Toronto                          | Canadá         | Air Canada Centre                                  | -                                                     |
| 11 de Março de 2010      | Verona, Nova Iorque              | Estados Unidos | Turning Stone Event Center                         | -                                                     |
| 13 e 14 de Março de 2010 | Mashantucket                     | Estados Unidos | MGM Grand Theater                                  | -                                                     |
| 17 de Março de 2010      | Nova Iorque                      | Estados Unidos | Madison Square Garden                              | -                                                     |
| 19 de Março de 2010      | Newark (Nova Jérsia), New Jersey | Estados Unidos | Prudential Center                                  | -                                                     |
| 20 de Março de 2010      | Atlantic City, New Jersey        | Estados Unidos | Mark G. Etess Arena                                | -                                                     |
| 22 de Março de 2010      | Boston, Massachusetts            | Estados Unidos | Agganis Arena                                      | -                                                     |
| 24 de Março de 2010      | Baltimore, Maryland              | Estados Unidos | 1st Mariner Arena                                  | -                                                     |
| 25 de Março de 2010      | Washington, D.C.                 | Estados Unidos | Verizon Center                                     | -                                                     |
| 27 de Março de 2010      | Miami, Florida                   | Estados Unidos | American Airlines Arena                            | -                                                     |
| 28 de Março de 2010      | Tampa, Florida                   | Estados Unidos | St. Pete Times Forum                               | -                                                     |
| 30 de Março de 2010      | Atlanta, Geórgia                 | Estados Unidos | Philips Arena                                      | -                                                     |
| 2 de Abril de 2010       | Grand Prairie                    | Estados Unidos | Nokia Theatre at Grand Prairie                     | -                                                     |
| 3 de Abril de 2010       | Houston, Texas                   | Estados Unidos | Toyota Center                                      | -                                                     |
| 6 de Abril de 2010       | Los Angeles                      | Estados Unidos | Staples Center                                     | -                                                     |
| 7 de Abril de 2010       | Santa Bárbara, Califórnia        | Estados Unidos | Santa Barbara Bowl                                 | -                                                     |
| 9 de Abril de 2010       | Las Vegas, Nevada                | Estados Unidos | Mandalay Bay Events Center                         | -                                                     |
| 10 de Abril de 2010      | Oakland, Califórnia              | Estados Unidos | Oracle Arena                                       | -                                                     |
| Europa                   |                                  |                |                                                    |                                                       |
| 29 de Abril de 2010      | Lisboa                           | Portugal       | Pavilhão Atlântico                                 | -                                                     |
| 1 de Maio de 2010        | Ischgl                           | Áustria        | Silvrettaseilbahn AG                               | Aparte do Festival Ischgl/Top of the Mountain Concert |
| 2 de Maio de 2010        | Verona                           | Itália         | Verona Arena                                       | -                                                     |
| 4 de Maio de 2010        | Marselha                         | França         | Le Dôme de Marseille                               | -                                                     |
| 7 de Maio de 2010        | Berlim                           | Alemanha       | O2 World                                           | -                                                     |
| 8 de Maio de 2010        | Arnhem                           | Países Baixos  | GelreDome XS                                       | -                                                     |
| 9 de Maio de 2010        | Frankfurt am Main                | Alemanha       | Festhalle                                          | -                                                     |
| 12 de Maio de 2010       | Hamburgo                         | Alemanha       | O2 World Hamburg                                   | -                                                     |
| 13 de Maio de 2010       | Oberhausen, Nordrhein-Westfalen  | Alemanha       | König Pilsener Arena                               | -                                                     |
| 15 de Maio de 2010       | Antuérpia                        | Bélgica        | Sportpaleis                                        | -                                                     |
| 17 de Maio de 2010       | Zurique                          | Suíça          | Hallenstadion                                      | -                                                     |
| 19 de Maio de 2010       | Birmingham                       | Inglaterra     | National Indoor Arena                              | -                                                     |
| 21 de Maio de 2010       | Dublin                           | Irlanda        | The O2                                             | -                                                     |
| 22 de Maio de 2010       | Bangor                           | País de Gales  | Vaynol Park                                        | Parte do BBC Radio 1's Big Weekend Music Festival     |
| 23 de Maio de 2010       | Glasgow                          | Escócia        | Scottish Exhibition and Conference Centre          | -                                                     |
| 25 e 26 de Maio de 2010  | Londres                          | Inglaterra     | The O2                                             | -                                                     |
| 29 de Maio de 2010       | Manchester                       | Inglaterra     | Manchester Evening News Arena                      | -                                                     |
| 31 de Maio de 2010       | Paris                            | França         | Palais Omnisports de Paris-Bercy                   | -                                                     |
| 2 de Junho de 2010       | Barcelona                        | Espanha        | Palau Sant Jordi                                   | -                                                     |
| 4 de Junho de 2010       | Lyon                             | França         | Halle Tony Garnier                                 | -                                                     |
| 6 de Junho de 2010       | Santa Cruz de Tenerife           | Espanha        | El Recinto de la Autoridad Portuaria de Santa Cruz | -                                                     |
| África                   |                                  |                |                                                    |                                                       |
| 10 de Junho de 2010      | Joanesburgo                      | África do Sul  | Orlando Stadium                                    | Parte do FIFA World Cup Kick-off Celebration Concert  |
| América do Norte         |                                  |                |                                                    |                                                       |
| 3 de Julho de 2010       | Nova Orleães                     | Estados Unidos | Louisiana Superdome                                | Parte do Essence Music Festival                       |